# The Beautiful Blonde from Bashful Bend
The Beautiful Blonde from Bashful Bend is een Amerikaanse filmkomedie uit 1949 onder regie van Preston Sturges.

## Verhaal
Freddie Jones werkt als zangeres in een saloon. Als haar vriendje Blackie Jobero haar bedreigt, loopt de zaak volledig uit de hand. Ze verhuist naar een klein plaatsje om te ontkomen aan de rechter. Ze begint er te werken als schooljuffrouw en trouwt met de rijke Charles Hingleman. Ze kan haar verleden echter niet achter zich laten.

## Rolverdeling
| Acteur            | Personage            |
| ----------------- | -------------------- |
| Betty Grable      | Freddie Jones        |
| Cesar Romero      | Blackie Jobero       |
| Rudy Vallee       | Charles Hingleman    |
| Olga San Juan     | Conchita             |
| Porter Hall       | Rechter O'Toole      |
| Hugh Herbert      | Arts                 |
| Al Bridge         | Sheriff              |
| El Brendel        | Mijnheer Jorgensen   |
| Sterling Holloway | Jongen van Basserman |
| Dan Jackson       | Jongen van Basserman |
| Emory Parnell     | Mijnheer Hingleman   |
| Pati Behrs        | Roulette             |